# 熊田曜子
熊田 曜子（くまだ ようこ、1982年 (昭和57年) 5月13日 - ）は、日本のグラビアアイドル、タレント、女優、YouTuber。岐阜県岐阜市出身。アーティストハウス・ピラミッド所属。

## 来歴
関市立関商工高等学校商業科に在学中の高校3年生当時、週刊少年マガジンの水着コンテスト、ミスマガジンに応募。最終選考まで残ったものの、母親の猛烈な反対により辞退させられた。その後看護学校へ進学するが、芸能界入りの夢を捨てきれず、雑誌『Audition』の「2001年秋の特別オーディション」に出場。すると芸能事務所アーティストハウス・ピラミッドの目にとまり合格。この際母親が海外旅行中だったことに加えて、荒天によって帰国が数日程度遅れたことから、この間に手続きを済ませ芸能界にデビューした。2002年下半期から2003年上半期にかけて当時同じ事務所に所属していた小池祥絵、伊藤絵理香、相楽のり子らとともに『P-GIRL』というグループで活動。
2006年にはシングル「Always / わたしだけの場所」でCDデビュー。このために何年もボイストレーニングを行っていたことや、レコーディング完了後も納得がいかずに録音しなおしたことが報じられた。CDのジャケットは自身がデザインしている。2007年には飛騨・美濃じまんプロジェクトの一環として岐阜県の飛騨・美濃観光大使に選ばれ、古田肇県知事から委嘱状を受けた。2010年にあっては岐阜県関市を主会場に開かれた「全国豊かな海づくり大会」第30回総会の進行役「清流案内人」に選ばれ、宮田修とともに天皇・皇后臨席の公式行事の進行を務め上げるなどした。
2011年の5月には、亀田興毅の依頼により、同人の試合でラウンドガールを無償で務めた。
この年にはギャルママ雑誌『アイラブママ』への初登場なども行っている。
2012年7月17日放送のテレビ朝日系列『ロンドンハーツ』の番組内で、同年4月に一般人男性と結婚・妊娠していることを発表。12月3日、第1子女児を出産した事を公表した（出産日など詳細は非公表）。
2015年4月28日、公式ブログにて、第2子妊娠を報告。あわせて前年に流産をしていたことも公表した
。
10月27日、第2子女児の出産を発表。出産に際しては、妊娠・出産・育児専門誌『Pre-mo』（主婦の友社）のスタッフが分娩室に入り、取材を行った。12月9日の産休明け初仕事も同誌のインタビューだった。
2018年1月11日、第3子を妊娠したことを報告。6月26日、第3子女児の出産を発表。
2020年2月12日に、YouTube『熊田曜子チャンネル』を開設。
2021年5月18日、熊田にDVを働いたとして、夫が暴行容疑で警視庁に逮捕された。
2021年10月14日、39歳で通算39冊目の写真集となる『39 熊田曜子写真集』（双葉社）を発売。
2021年12月31日に、自身のTikTokアカウントを開設。
2022年3月27日（26日深夜）に生放送された『オールスター後夜祭'22春』（TBS系）で、水着姿のアシスタントの一人としてサプライズ出演した。リハーサル時は共演者に気付かれないように行動し、スタンバイはトイレで待っていたと語っている。
2023年4月21日、離婚が成立したことを報告。

## 人物
- 3歳年上の兄がいる[24]。
- 中学時代はソフトボール部、高校時代はソフトテニス部に所属していた[24]。特に高校時代は1時間以上かけて通学していた。
- 様々な番組で地元・岐阜県のアピールをしている[注 2]。
- 「いつか時代劇の出演オファーが来るように」と、ピアスの穴は開けていない[25]。
- ほしのあきや磯山さやかと仲が良い。土田晃之とは、家族ぐるみでの付き合いがある。熊田が家電を買う際に、家電に詳しい土田とその家族と一緒に家電量販店に行ったこともあり、土田の子供達からは「曜子姉ちゃん」と呼ばれている。
- 特技は一輪車[26]。子供の頃「一輪車少女」として、テレビ出演をした経験がある。
- 脇の下のあたりにも乳首（副乳）があることをテレビで披露した。全部で4つある[注 3]。
- 視力が悪く、デビュー時からコンタクトレンズを使用していたが、2009年2月にレーシック手術を受けた[27]。
- 俳優の綾野剛は、同じ高校の1年先輩にあたる[28]（ちなみに熊田は商業科出身であり、綾野は工業科出身である）。商業科の熊田は在学中に簿記一級を取得している。
- 高校時代までは丸顔の肥満体型であり、体重も60kgを超えて「ブタゴリラ」と呼ばれていた（あだ名の元ネタである『キテレツ大百科』のブタゴリラの本名も、奇しくも熊田であった）。当時部活はソフトテニス部だったが、その運動量以上に食べていたことから太っていた。ダイエットを決意したきっかけは、高校の先輩で当時「かっこよくスーパースターで雲の上の存在」と見ていた綾野だった[28]。

### グラビア関連
- 小学校高学年から女性の水着写真集を購入していたほどのグラビア好きで、水着グラビアは見るのも自分でやるのも好きだった[29]。グラビアデビューの頃は、巨乳よりもクビレを意識してアピールしていた。
- 「何年か後に結婚したら引退するから見ていてください」と言っていたが、「グラビアアイドルとして活動することが好きだから続けたいし、妊婦グラビアや1人目を抱きながら2人目がお腹にいても（グラビアを）やりたい」と語り、実際に婚姻語や出産後も継続した。臨月時、妊娠前FカップだったバストサイズがJカップまで成長した[30]。
- グラビアに対する年齢を重ねても意欲は強く、50歳まではやると宣言したこともある[31]。2024年には「水着が制服」、「『エロいね』は私にとっては褒め言葉。死ぬまでやり続けたい」とも発言している[29]。

## 騒動・事件

### 島田紳助との不倫・愛人疑惑報道
2007年6月の週刊文春で、島田紳助との不倫密会が報じられた。記事では熊田が沖縄でグラビア撮影をしていが、休憩部屋になぜか仕事に全く関係ない島田がいたという。島田と鉢合わせしたスタッフは密室で熊田と二人きりだったと証言していたが、双方とも誤報であると記事を否定した。
2011年9月7日のアサヒ芸能で「紳助愛人7人」と報じられ、熊田の名が書かれていた。また同年の9月8日の東京スポーツで「喜び組疑惑7人の女」と報じられた。アサヒ芸能が報じたのとは別の人物の名前が挙がっており、引用報道ではなかったが東スポ報道でも熊田の名が書かれている。

### ペニーオークション事件
人気商品を格安で落札できるとうたっているペニーオークションを宣伝する内容を2010年12月23日のブログに書き込み、松金ようこに依頼されて書いたことを認めた。

### DVで夫逮捕事件と不倫疑惑
2021年5月18日、夫と口論となり平手打ちなどの暴力を振るわれ、熊田自身が110番通報。夫は熊田に対する暴行の現行犯で逮捕された。夫は同月20日に釈放されたが、熊田は被害届を取り下げず、双方が弁護士を立てて離婚に向けて協議していく予定。
同年5月31日、所属事務所を通して報道各社に夫の逮捕に関する事実を認めるファックスを送付し、「夫が帰宅する時間になると恐怖を感じるようになった。このような状態で婚姻関係を築いていくのは難しいと判断」したことにより、弁護士に離婚手続きを委任することも明らかにした。
6月9日、デイリー新潮にて熊田の夫が事件の真相を独占告白した。夫の主張によると、夫が熊田の不倫を疑って問い詰めたところ、はぐらかされたので証拠を掴むため自宅の様子をスマホで録音したところ、知人と電話する熊田の様子が録音されていた。その録音には「絶対に2ショットは撮られてない」「確実な証拠は絶対掴んでない」等の発言が記録されていたため、証拠を固めて話し合いをしたが、熊田に「誰かに騙されてる」などとはぐらかされ、布団に入って寝ようとするので熊田の布団をバッと撥ねのけたところ手が頬に当たったという。
6月9日、熊田の夫が週刊文春の取材に応じ、熊田が不倫していた確かな証拠があると証言した。「彼女はママバッグをプロデュースしていて、外出時に使っているのですが、その中からある物が。正直、ここまでやりたくなかった。でも、（証拠は）出てこないだろうと思っていたので、鑑定書を見た時はゾッとしました」とDNA鑑定まで行って証拠をつかんでいると話した。
同日、女性セブンが熊田の親族周辺から入手したDVの証拠となる音声を公開した。音声データには凄惨なDVの様子が録音されており「お前ぶっ殺すぞマジで！」等の夫と思われる声での暴言があった。
6月11日、デイリー新潮が熊田の「不倫疑惑」音声データを公開した。音声データには熊田と知人との電話のやり取りが収められており「絶対にツーショットは撮られてない」等の不倫を匂わせる発言が次々出てきている。
一連の報道により、自身のブログとYouTubeチャンネルは2021年6月8日、Instagramは同年6月11日を最後に更新を控えていたが、同年8月6日、約2か月ぶりにInstagramを更新。ファッションイベント『EXIA Presents KANSAI COLLECTION 2021 AUTUMN & WINTER』の出演を告知するのみで、自身のスキャンダルに言及することはなかった。同年9月5日に、京セラドーム大阪で開催された同イベントに出演。騒動後初めての公の場となった。
2021年9月7日、YouTubeチャンネルの生配信を行い、約3か月間SNSの更新を控えたことについて「ご心配をおかけしてすみませんでした。」とファンに謝罪。その後、YouTubeやSNSの更新を再開した。一方、地上波番組出演はこの半年余りで、同年10月19日放送の『ロンドンハーツ』（テレビ朝日系）と前述の『オールスター後夜祭22』（TBS系）の2本にとどまった。
2021年12月23日、夫の暴行事件の判決公判が東京地裁で開かれ、求刑通り罰金20万円の有罪判決が言い渡された。その後、夫側が控訴を取り下げたため有罪判決が確定した。
2023年4月21日、円満な形で離婚が成立したことを報告。裁判についてもすべての訴えが取り下げられ終了していると説明した。

## 出演

### テレビ
レギュラー
- ロンドンハーツ（2004年3月 - 2008年3月、2010年3月 - 、テレビ朝日） - 準レギュラー

過去のレギュラー
- すぽーつアミーゴ!（2002年8月 - 2003年3月、関西テレビ）
- Go on（2003年4月 - 9月、京都放送）
- 正三郎の部屋（2003年4月 - 12月、TBSテレビ）
- BSブランチ（2003年7月 - 2004年9月、BS-i）
- アッコにおまかせ!（2004年1月 - 2008年4月、TBSテレビ） - 準レギュラー
- シブスタ S.B.S.T（2004年3月 - 2005年3月、テレビ東京） - 水曜レギュラー
- マジ☆ワラ（2005年1月 - 3月、テレビ東京）海江田純子とともにMC[注 5]。
- ヘビメタさん（2005年4月 - 9月、テレビ東京）
- LIVE BANG!（2005年12月 - 2006年3月、テレビ東京）
- 熊田曜子のリサーチ￥（エン）ジェル（2006年、日経CNBC）
- 午後は○○おもいッきりテレビ（2007年4月 - 9月、日本テレビ） - 準レギュラー
- リサッチ（2007年4月 - 2009年3月、東海テレビ）
- さんまのSUPERからくりTV（TBSテレビ） - 準レギュラー
- ぴーかんテレビ（2009年10月 - 2011年8月3日、東海テレビ） - 水曜レギュラー
- アイコレアイ （2010年1月 - 3月、テレ玉）
- アイコレJ（2010年4月 - 6月、BSジャパン）
- おねぇさまのおせっかい代理店。 ファニーカンパニー!（2011年1月 - 2012年2月、富山テレビ）
- おとな旅あるき旅（2010年11月13日、2011年5月14日、2011年7月30日、2011年10月8日、2012年3月3日、テレビ大阪） - 不定期
- BOAT RACEライブ 〜勝利へのターン〜 （2011年6月 - 2012年10月、BSフジ） - 準レギュラー

#### ドラマ
- フューチャーガールズ（2003年4月 - 9月、東海テレビ） - ヨウコ 役
- いちばん暗いのは夜明け前（2005年7月 - 9月、テレビ東京） - アイコ 役
- 探偵ブギ 第11話・第12話（2006年3月21日・28日、東京MXテレビ） - 松島さゆり 役
- BS時代劇「一路」（2015年7月 - 9月 、NHK BSプレミアム） - ブチ（声） 役
- 完ペキな未来へ（2024年8月7日 - 28日、テレビ朝日）[47]

### 映画
- 陰詩（2004年、フューズビジュアル）- 主演・桐子 役
- ミュージックソン THE MOVIE オードリーの爆笑24時間宣言（2012年、Thanks Lab.）
- 怪奇タクシー（2022年8月、ギグリーボックス） - 高井華子 役[48]
- ザギンでシースー!?（2024年8月、フリック）
- オールドカー てんとう虫のプロポーズ（2025年5月23日、レッドビーンズピクチャーズ）[49]

### Vシネマ
- ラビリンス（2004年1月、フューズビジュアル）
- 陰詩（2004年3月、フューズビジュアル）
- ナース白書（2006年9月、フォーサイド・ドット・コム）
- The かぼちゃワイン Another（2007年10月、ジーダス）

### ラジオ
- 熊田曜子 よ〜こお聴き!（2004年4月 - 2006年3月、岐阜放送ほか）
- 熊田曜子 風をあつめて（2006年1月 - 2008年9月、TOKYO FMほか）
- 熊田曜子の いい旅 ふた旅 ぎふの旅（2007年9月 - 12月、Radio80ほか）
- 熊田曜子のスタイリッシュ・トーク（2008年1月 - 3月、Radio80）
- テリー伊藤 サンデーのってけラジオ（2010年7月 - 2012年9月、ニッポン放送）アシスタント
- 熊田曜子と磯山さやかのオールナイトニッポンGOLD（2012年11月2日、ニッポン放送）
- 土曜ワイドラジオTOKYO ナイツのちゃきちゃき大放送（2017年10月7日、TBSラジオ） - ゲスト[50]
- ぴよっとサタデー（2021年4月3日 - 同年6月26日、文化放送）

### コマーシャル
- フォーサイド・ドット・コム
- z9z9.com（ザクザク・ドットコム）
- アコム
- トヨタ「カローラルミオン」
- 株式会社 HRK「すらっと宣言」

### ゲーム
- ヘビーメタルサンダー（目黒ヨーコ役）

### PCソフト
- スーパーアイドルデスクトップカレンダー熊田曜子コレクターズ（ジーズ・コーポレーション）

### 携帯サイト
- アイドルがイッパイ （アイパイ）

### パチンコ
- CR熊田曜子参上（豊丸産業）

### ファッションショー
- 東京ガールズコレクション 2008 Autumn/Winter ゲストモデル
- 渋谷ガールズコレクション 2009 Spring/Summer ゲストモデル
- 神戸コレクション 2010 Spring/Summer ゲストモデル
- 神戸コレクション 2010 Autumn/Winter ゲストモデル
- EXIA Presents KANSAI COLLECTION 2021 AUTUMN & WINTER スペシャルゲストモデル

### PV
- MEGARYU「朝顔のように」

### ラウンドガール
- K-1 WORLD GP 2021 JAPAN ～K’FESTA.4 Day.1～（2021年3月21日、東京ガーデンシアター） - スペシャルラウンドガール[51]

## 作品

### 写真集
1. mimosa（2002年3月1日、アクアハウス、撮影：山岸伸）ISBN 978-4-86046-038-9
2. フォルテシモ（2002年8月1日、ベストセラーズ、撮影：鯨井康雄）ISBN 978-4-584-17089-2
3. 燦々曜子（2003年3月1日、エッジ、撮影：鯨井康雄）ISBN 978-4-921159-52-8
4. KNOCKOUT（2003年6月、小学館）
5. 7×7 7Day's 7Colors（2003年8月21日、ぶんか社、撮影：小池伸一郎）ISBN 978-4-8211-2557-9
6. TRAP!（2003年12月18日、学習研究社、撮影：小塚毅之）ISBN 978-4-05-402130-3
7. DOLL WEEK（2004年3月1日、竹書房）ISBN 978-4-8124-1560-3
8. ハプニングブルー（2004年5月14日、講談社、撮影：宮澤正明）ISBN 978-4-06-364579-8
9. PRIVATE（2004年7月6日、アスコム、撮影：今村敏彦）ISBN 978-4-7762-0178-6
10. BERUANG MANIS（2004年8月、竹書房）ISBN 978-4-8124-1805-5
11. 木漏れ陽（2004年11月1日、彩文館出版、撮影：井ノ元浩二）ISBN 978-4-7756-0056-6
12. 熊田曜子&安田美沙子 DVD付 PHOTO BOOK（2005年2月、秋田書店）
13. comfortable（2005年3月24日、ワニマガジン社、撮影：小池伸一郎）ISBN 978-4-89829-790-2
14. LOVE★ULTIMATE（2005年4月、小学館、編集：根本恒夫）
15. Kuma You（2005年7月1日、講談社、撮影：井ノ元浩二）ISBN 978-4-06-364645-0
16. Dreamy Days（2005年10月28日、アクアハウス、撮影：吉田裕之）ISBN 978-4-86046-100-3
17. UNLIMITED（2006年1月、小学館）ISBN 978-4-09-103048-1
18. Love Potion（2006年4月1日、学習研究社、撮影：眞継敏明）ISBN 978-4-05-604333-4
19. sunlight（2006年6月1日、イースト・プレス、撮影：山岸伸）ISBN 978-4-87257-700-6
20. 熊田曜子&安田美沙子 with DVD PHOTO BOOK 2 Love trip（2007年4月1日、秋田書店、撮影：吉田裕之、上野勇）ISBN 978-4-253-11002-0
21. Cover Girl（2007年7月1日、音楽専科社、撮影：鯨井康雄）ISBN 978-4-87279-209-6
22. 絶対強者 Perfect Master（2008年4月、晋遊舎）ISBN 978-4-88380-753-6 DVD付き
23. 深愛（2008年10月24日、竹書房、撮影：沢渡朔）ISBN 978-4-8124-3650-9
24. 生ヨーコ（2009年1月、アクアハウス）ISBN 978-4-8604-6118-8
25. 無敵 （2009年4月、晋遊舎）ISBN 978-4-88380-947-9
26. DRESS UP DOLL（2009年7月1日、彩文館出版、撮影：上野勇）ISBN 978-4-7756-0415-1
27. Naked Love （2009年9月、音楽専科社）ISBN 978-4-87279-228-7
28. 天照‐アマテラス‐（2010年5月、晋遊舎、撮影：野澤亘伸）ISBN 978-4-86391-104-8
29. 曜子（2011年4月、音楽専科社、撮影：橋本雅司）ISBN 978-4-87279-239-3
30. 0‐Zero‐（2011年12月、晋遊舎、撮影：野澤亘伸）ISBN 978-4-86391-452-0
31. SO SEXY（2012年3月、PARCO出版、撮影：レスリー・キー）ISBN 978-4-89194-948-8
32. 月刊NEO 熊田曜子 （2012年5月、イーネットフロンティア）ISBN 978-4-86205-868-3
33. The GREATEST!!（2017年5月25日､講談社、撮影：西條彰仁）ISBN 978-4-06-352861-9
34. gm37（2019年2月7日､双葉社、撮影：門嶋淳矢）ISBN 978-4-575-31431-1
35. 情愛（2020年1月27日､彩文館出版、撮影：松田忠雄）ISBN 978-4-7756-0621-6
36. 39（2021年10月15日、双葉社、撮影：舞山秀一）ISBN 978-4-575-31667-4[52][18]

### 書籍
- ポジティブリズム （2008年6月、日本文芸社） ISBN 978-4-537-25599-7
- 簡単!熊田的愛されボディメイク （2008年12月、ゴマブックス） ISBN 978-4-7771-1179-4
- 実践!熊田的愛されボディメイク （2009年4月、ゴマブックス） ISBN 978-4777113071
- 10日で-3kg 愛されダイエット （2010年2月、廣済堂出版） ISBN 9784331514405
- Juicy Girl featuring 熊田曜子 〜Love Sex & Love Body〜 （2010年6月、講談社） ISBN 978-4062163934
- -3cmでカラダが変わる 愛されダイエット （2010年12月、廣済堂出版） ISBN 978-4-331-51502-0
- カロリーコントロール （2011年7月、廣済堂出版） ISBN 9784331515624
- 食べて痩せる－3kg！ヘルシー産後ダイエット （2013年8月、廣済堂出版） ISBN 9784331517475

### DVD
1. a la mode（2002年3月20日[注 6]、アクアハウス） ISBN 978-4-86046-212-3
2. perfect body girl（2002年8月、アクアハウス） - P-GIRLのメンバー（共演：伊藤絵理香・相楽のり子）として出演
3. Indian summer（2002年9月15日[注 7]、ベガファクトリー） ISBN 978-4-88383-809-7
4. LEGEND（2003年2月28日、エッジ）
5. ハイビスカス（2003年6月26日[注 6]、ハピネット・ピクチャーズ）
6. 熊田曜子（2003年8月20日、h.m.p）
7. sabra best girls DVD（2003年12月17日、ポニーキャニオン） - オムニバス作品
8. RAINBOW（2004年2月25日、フォーサイド・ドット・コム）
9. Se-女! シリーズA（2004年3月25日、GPミュージアムソフト）
10. teleport（2004年7月25日、ベガファクトリー）
11. コンプリートBOX（2004年9月25日、ベガファクトリー）
12. RODEO GIRL ロデオガール（2004年10月25日、イーネット・フロンティア）
13. Self Produce（2004年10月25日、GPミュージアムソフト）(Se-女!2シリーズ)
14. Beach Angels 熊田曜子 in バリ（2004年11月25日、バップ）
15. idol complete 2005 Winter RED（2005年1月26日、ジェネオン エンタテインメント）(シブスタレーベル) - 安田美沙子・夏川純・福下恵美・和希沙也との共演作
16. Stronger（2005年2月20日、ラインコミュニケーションズ） ISBN 978-4-902526-61-5
17. Everytime（2005年2月20日、ラインコミュニケーションズ） ISBN 978-4-902526-60-8
18. DAWNING WINDOW（2005年4月25日、フォーサイド・ドット・コム）
19. Friendly Ship（2005年5月28日、ビーエムドットスリー） - 相楽のり子との共演作
20. TO LOVE, BE LOVED（2005年6月10日、集英社）(週刊プレイボーイ WPB-net REMIX DVD) ISBN 978-4-08-900517-0
21. BLOSSOM（2005年6月25日、フォーサイド・ドット・コム）
22. Day off（2005年6月25日、GPミュージアムソフト）(東京美優シリーズ)
23. Treasure（2005年7月20日、ソニー・ミュージック ディストリビューション）(d-BOMB)
24. 異邦人 ～もう一人の私～（2005年9月28日、リバプール）
25. Special DVD-BOX（2005年12月15日、ラインコミュニケーションズ）
26. Yoko,Sweetheart（2006年2月15日、アクアハウス） ISBN 978-4-86046-277-2
27. Love-Me（2006年4月25日、フォーサイド・ドット・コム）
28. Talk-Me（2006年5月25日、ジーオーティー）(ウルトラヒロインシリーズ) ISBN 978-4-86084-504-9
29. Heartful Days（2006年5月25日、フォーサイド・ドット・コム）(美女-Hシリーズ)
30. PREMIUM SELECTION（2006年8月30日、イーネット・フロンティア）
31. With（2006年9月20日、ラインコミュニケーションズ） ISBN 978-4-86232-065-0
32. Glare（2006年12月15日、フォーサイド・ドット・コム）
33. コラボレーションBOX 〜Because of you〜（2007年2月28日、さくら堂）
34. プレミアDVD-BOX（2007年3月25日、GPミュージアムソフト）
35. Rendez-vous 〜ランデブー〜（2007年5月31日、ゴマブックス） ISBN 978-4-7771-0650-9
36. Gravinist YOKO（2007年8月24日、フォーサイド・ドット・コム）
37. Favorite（2007年10月24日、クレイヴ）
38. 4 Pieces BOX（2007年11月20日、ラインコミュニケーションズ）
39. 陽光スイーツ（2008年1月20日、ラインコミュニケーションズ） ISBN 978-4-86232-132-9
40. Wonder Land（2008年4月23日、イーネット・フロンティア）
41. Tropical blossom（2008年7月18日、フォーサイド・ドット・コム）
42. 深愛（しんあい）（2008年10月24日、竹書房） ISBN 978-4-8124-3637-0
43. 生ヨーコ （2009年1月30日、アクアハウス） ISBN 978-4-86046-320-5
44. 無敵 （2009年4月25日、晋遊舎） ISBN 978-4-88380-932-5
45. DRESS UP DOLL （2009年7月25日、彩文館出版） ISBN 978-4-7756-0410-6
46. Naked Heart （2009年10月23日、イーネット・フロンティア）
47. 陽光フラッシュ （2010年1月20日、ラインコミュニケーションズ）
48. Dignity （2010年4月22日、トリコ）
49. 天照 -アマテラス-（2010年7月27日、晋遊舎）
50. 愛されボディ （2010年8月27日、彩文館出版）
51. カーラヤー （2010年10月22日、イーネット・フロンティア）
52. Love -face to face-（2011年1月28日、スパイスビジュアル）
53. SUN DREAM （2011年4月20日、ラインコミュニケーションズ）
54. オトナバカンス （2011年7月27日、学研パブリッシング）
55. 0 -Zero-（2011年10月27日、晋遊舎）
56. WOMAN 〜本性〜 （2012年1月21日、トリコ）
57. rebirth（2016年8月25日、イーネット・フロンティア）
58. ヨーコ！（2017年2月25日、エアーコントロール）
59. 降臨（2017年7月20日、ギルド）
60. 頂嬢（2017年12月6日、イーネット・フロンティア）
61. Excellent!!（2019年4月17日 、双葉社）
62. Special One（2019年8月30日、スパイスビジュアル）
63. 情愛（2020年1月31日、エスデジタル）
64. Twin Venus（2020年5月20日、ラインコミュニケーションズ）
65. Sexual Soulmate（2020年10月25日、エアーコントロール）
66. 覚醒（2021年3月26日、スパイスビジュアル）
67. Beautiful（2021年7月20日、ラインコミュニケーションズ）
68. たいせつ（2021年11月17日、双葉社）
69. PEACE（2022年2月22日、エアーコントロール）
70. 女神のからだ（2022年5月27日、スパイスビジュアル）
71. 甘い香り、抱きしめていっぱい（2022年9月20日、ラインコミュニケーションズ）
72. めくるめく香り（2023年1月27日、エスデジタル）
73. 出会ったころを思い出す（2023年4月21日、竹書房）
74. the Best Beauty Body（2023年8月22日、エアーコントロール）
75. 悦びのかたち（2023年12月20日、スパイスビジュアル）
76. 誘惑の湯（2024年4月26日、エスデジタル）
77. 南国美神（2024年7月31日、スパイスビジュアル）
78. 誘ってもいいのに（2024年11月22日 (予定) 、竹書房）

### コレクションカード
1. 熊田曜子コレクションカード2003(2003年3月20日、エポック社）
2. 熊田曜子 オフィシャルカードコレクション Vol.1(2003年9月13日、さくら堂）
3. 熊田曜子 ピラミッドコレクショントレーディングカード(2003年10月10日、さくら堂）
4. 熊田曜子コレクションカード2003・(2003年10月25日、さくら堂）
5. PYRAMID GIRLS2004 TRIANGLE SELECTION(2004年2月21日、エポック社）
6. 熊田曜子 オフィシャルカードコレクション Vol.2(2004年4月4日、さくら堂）
7. 熊田曜子～mellow～(2004年7月24日）
8. 熊田曜子with相楽のりこ (2004年11月24日、さくら堂）
9. IMAGIO COLLECTION熊田曜子 (2005年6月24日、イマジオシステム）
10. サブラトレーディングカード熊田曜子(2005年9月30日、A&S）
11. Premium Colectionトレーディングカード(2006年9月20日）
12. 熊田曜子～Because of you～（2007年3月11日、さくら堂）
13. 熊田曜子～甘い香り～(2017年4月22日、HIT'Sヒッツ）JANコード: 4560131975333
14. 熊田曜子〜大人の時間〜（2019年、HIT'Sヒッツ）JANコード: 4560131977405
15. 熊田曜子～Legend of Yoko～（2020年4月11日、HIT'Sヒッツ）JANコード: 4560131978235

## ディスコグラフィー
全てドーンエンターテイメントジャパンより発売

### シングル
- Always / わたしだけの場所（2006年4月19日）
- kiss me kiss you again / 秋物語（2006年11月22日）
- Nonstop Love / 夏想い（2007年10月3日）

### アルバム
- Lady Child（2007年10月3日）